# Aschio
Aschio (in greco antico: Ἄσχειον?) era una polis dell'antica Grecia ubicata nell'Acaia.

## Storia
Viene menzionata in un decreto di prossenia di Delfi del IV secolo a.C. Esiste inoltre una fonte che cita il fatto che venne nominato un teorodoco ad Aschio, intorno al 230-220 a.C., per accogliere un teoro di Delfi. Viene citata inoltre da Stefano di Bisanzio.